# Isaiah Williams
Isaiah Williams (Newark, 29 maggio 1992) è un cestista statunitense.

## Record
Nella sfida tra SAM Massagno e Lions de Genève disputata a Massagno il 17 dicembre 2022 fa registrare il record di punti segnati in una singola partita di Swiss Basketball League mettendo a referto 50 punti oltre a 13 rimbalzi e 5 assist.

## Palmarès
- Campionato svizzero: 1

Lions de Genève: 2024-25
- Coppa di Lega svizzera: 1

Massagno: 2023
- Supercoppa di Svizzera: 1

Massagno: 2023
- Coppa di Svizzera: 1

Lions de Genève: 2025